# Von Vegesack

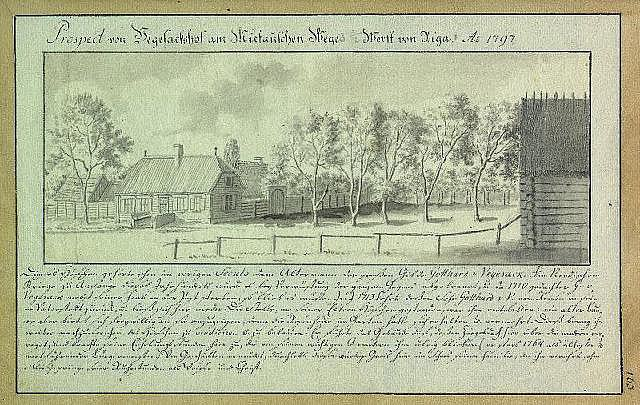
Vegesackshof

von Vegesack [fe'jsakk] (lettiska: Fēgezaks; polska: Vogesack; ryska: Вегесак) är en balttysk adelsätt med ursprung i Westfalen, med förgreningar i Finland, Baltikum, Polsk-litauiska samväldet, Ryssland, Sverige och Tyskland.

## Översikt
Namnet bars redan under 1300-talet av en borgarsläkt i Münster. En av släktmedlemmarna, Albrecht Vegesack, flyttade under 1400- eller 1500-talet till Estland och blev därigenom stamfader till den livländska ätten Vegesack, som vidare spred sig till Finland, Polen, Tyskland och Sverige. Vegesacks sonson, Tomas Vegesack den yngre hade fyra söner, vilka adlades av kung Sigismund den 28 februari 1598. Albrecht Vegesacks son Georg erhöll 1651 renovation på adelskapet och en gren av ätten intogs sedermera på riddarhuset 1664.
I Sverige upptogs den på Riddarhuset vid riksdagen 1664 under nummer 679 och slöts 1692. En gren upphöjdes i friherrlig värdighet 1802 under nummer 379.

## Personer med efternamnet von Vegesack
- Bror von Vegesack (1910–1976), militär
- Eberhard von Vegesack (1763–1818), militär
- Emily von Vegesack (1825–1904), läkare och kvinnopionjär
- Ernst von Vegesack (1820–1903), militär och riksdagsman
- Johan Fredrik Ernst von Vegesack (1792–1863), militär
- Thomas von Vegesack (1928–2012), litteraturvetare och bokförläggare